# Ігор (Ісіченко)
Ігор (в миру Юрій Андрійович Ісіченко; нар. 28 січня 1956, Башкирія) — український церковний та громадський діяч, архієпископ-емерит, науковець, письменник. Член Українського ПЕН.

## Життєпис
Походить з українців Правобережжя, що оселилися на Слобожанщині. Народився в Башкирії в родині будівельника. Після народження Юрія 1956 року родина Ісіченків повертається до Балаклії. Там навчався в середній школі № 2 (1963—1973), працював столяром, коректором районної друкарні (1973—1974). Навчався на філологічному факультеті Харківського державного університету протягом 1974—1979 рр. (спеціальність — українська мова та література). Був комсоргом курсу. 1979—1981 рр. працював викладачем української мови та літератури в середній загальноосвітній школі № 6 м. Балаклії. З лютого 1981 р. — викладач (з 1989 р.доцент, з 2010 р. професор) кафедри історії української літератури Харківського державного університету — пізніше Харківського національного університету ім. В. Н. Каразіна. З 2006 р. веде курс «Українське літературне бароко» в Національному університеті «Києво-Могилянська академія» (Київ). 15 квітня 1987 р. захистив у Інституті літератури ім. Т.Г. Шевченка дисертацію на ступінь кандидата філологічних наук «Києво-Печерський патерик в історико-літературному процесі XVI—XVIII ст. на Україні».  14 травня 2009 р. захистив у Києво-Могилянській академії дисертацію на ступінь доктора філологічних наук на тему «Аскетична література Київської Руси».  Наукові дослідження присвячені поетиці середньовічної та барокової прози, історії Церкви, аскетичній культурі. Автор кількох десятків публікацій з проблем духовного життя, суспільної ролі Церкви. 2018 р. прийнятий до складу Українського ПЕН.
Наукові дослідження присвячені поетиці середньовічної та барокової прози, історії Церкви, православній аскезі. Автор десятків публікацій з проблем духовного життя, суспільної ролі Церкви.
У співавторстві з Володимиром Калашником і Аллою Свашенко видав «Самоучитель украинского языка».
1988—1990 рр. працював у громадсько-політичних організаціях «Спадщина», Товариство української мови ім. Т. Шевченка, Народний Рух України, брав участь у їхньому створенні на Харківщині. 15 лютого 1990 р. організував ініціативну групу для створення православного братства, 7 липня 1990 р. очолив Українське Православне Братство на Харківщині, яке згодом увійшло до Всеукраїнського братства апостола Андрія Первозваного УАПЦ. 13 грудня 1991 р. — 12 грудня 1992 р. був головою Всеукраїнського братства апостола Андрія Первозваного.
Монаший постриг з іменем Ігоря прийняв 12 березня 1992 р. в Свято-Михайлівському монастирі м. Києва (таємно). Організував перший єпархіальний собор 5 квітня 1992 р. та відновлення Харківсько-Полтавської єпархії Української Автокефальної Православної Церкви. З благословення Патріарха Київського і всієї України Мстислава (Скрипника) 20 грудня 1992 р. висвячений на ієродиякона, 4 січня 1993 р. — на ієромонаха, 12 липня 1993 р. — на єпископа Харківського і Полтавського. З передсмертної волі патріарха Мстислава рукоположення відправили архієпископ Петро (Петрусь), єпископ Михаїл (Дуткевич), єпископ Феоктист (Пересада).
17 жовтня 1996 р. указом патріарха Димитрія призначений керуючим справами Патріархії УАПЦ. 14 вересня 2000 р. обраний на цю посаду Помісним Собором УАПЦ. Тимчасово керував Черкаською (1997—1998), Київською (2000—2001) єпархіями. 29 травня 1997 р. Помісним Собором УАПЦ піднесений у ступінь архієпископа. Після смерті Патріарха УАПЦ Димитрія (Яреми) у 2002 — 2003 роках виступив проти негативних явищ у новому керівництві УАПЦ. Відстоював доцільність і необхідність збереження попередьої орієнтації УАПЦ на митрополита УПЦ в США Константина (Багана), главу УАПЦ в діаспорі (Константинопольського патріархату). Після упокоєння патріарха Димитрія орієнтувався на встановлення канонічного спілкування з УАПЦ в діяспорі. У 2014—2015 рр. пішов на зближення з УГКЦ. 18 березня 2020 р. на XXXI єпархіяльному соборі заявив про припинення ним повноважень єпархіяльного архиєрея.
Богословську освіту здобув у Колеґії Патріярха Мстислава (Харків). Ректор Колеґії Патріарха Мстислава — вищої богословської школи УАПЦ в Харкові (з 1994 р.). Директор Українського центру візантиністики і патрології (з 2002 р.).
Спеціалізується на вивченні історії української літератури Х-XVIII ст., шевченкознавстві, взаємодії літератури та релігії, історії християнства.
9 липня 2022 р. владиці Ігорю вручили почесне звання доктора Honoris Causa УКУ в Українському католицькому університеті під час випускних урочистостей.

## Нагороди
- Орден «За інтелектуальну відвагу» (2008)

## Основні публікації
- Ісіченко Ю. А. Києво-Печерський патерик у літературному процесі кінця XVI — початку XVIII ст. на Україні. — К.: Наук. думка, 1990. — 180 с.
- Ігор Ісіченко, архієпископ. Історія Христової Церкви в Україні: Конспект лекцій для студентів духовних шкіл. — Харків, 1999. — 265 с.
- Ігор Ісіченко, архієпископ. Аскетична література Київської Руси. – Харків: Акта, 2005. – 374 с.
- Ігор Ісіченко, архієпископ. Розмови на межі тисячоліть. — Харків-Львів, 2008.
- Ігор Ісіченко, архієпископ. Історія української літератури: епоха бароко XVII-XVIII ст. : [навч. посіб. для студентів ВНЗ] ; Нац. ун-т ”Києво-Могилян. акад.”. — Львів ; Київ ; Харків : Святогорець, 2011. — 566, [1] с. — Бібліогр.: с.551-567 та у підрядк. прим. УДК: 821.161.2.09”16/17”(091)(075.8)
- Ігор Ісіченко, архієпископ. Зустрічі на життєвій дорозі: Популярний катехизис для молоді. – Львів; Харків: Святогорець, 2013. – 144 с.
- Ігор Ісіченко, архієпископ. Пильнувати світильник: Послання. Доповіді. Статті. – Харків; Львів: Святогорець, 2013. – 416 с.
- Ігор Ісіченко, архієпископ. Загальна церковна історія: Підручник для вищих духовних шкіл. — Харків: Акта, 2014. — 601 с.
- Ігор Ісіченко, архієпископ. Монашество давнього Єгипту. — Харків: Акта, 2014. — 214 с.
- Ігор Ісіченко, архієпископ. Історія Христової Церкви в Україні. — Харків: Акта, 2014. —760 с.
- Ігор Ісіченко, архиепископ. Аскетична література Київської Руси.  — Харків: Акта, 2014. — 386 с. ББК: Ш43(4УКР)(=411.1){4}”X - XVIII ст.”*401+ Ш43(4УКР)(=411.1){4}”X - XVIII ст.”*414.2+ Э37-438-341
- Ігор Ісіченко, архієпископ. Києво-Печерський патерик у літературному процесі кінця XVI – початку XVIII ст. в Україні. – 2-е вид. – Харків: Акта, 2015. – 248 с.
- Ігор Ісіченко, архієпископ. Духовні виміри барокового тексту: Літературознавчі дослідження. – Харків: Акта, 2016. – 580 с.
- Ігор Ісіченко, архієпископ. Війна барокових метафор. «Камінь» Петра Могили проти «підзорної труби» Касіяна Саковича. – Харків: Акта, 2017. – 348 с.
- Ігор Ісіченко, архієпископ. На скелі Слова: Проповіді на неділі й перехідні свята (2011-2015 рр.). – Львів: Свічадо, 2017. – 440 с.
- Ігор Ісіченко, архієпископ. Ми просто йшли: Спогади. – Харків: Акта, 2018. – 598; [14] с ISBN 978-966-8917-27-1